# خطة السنيورة

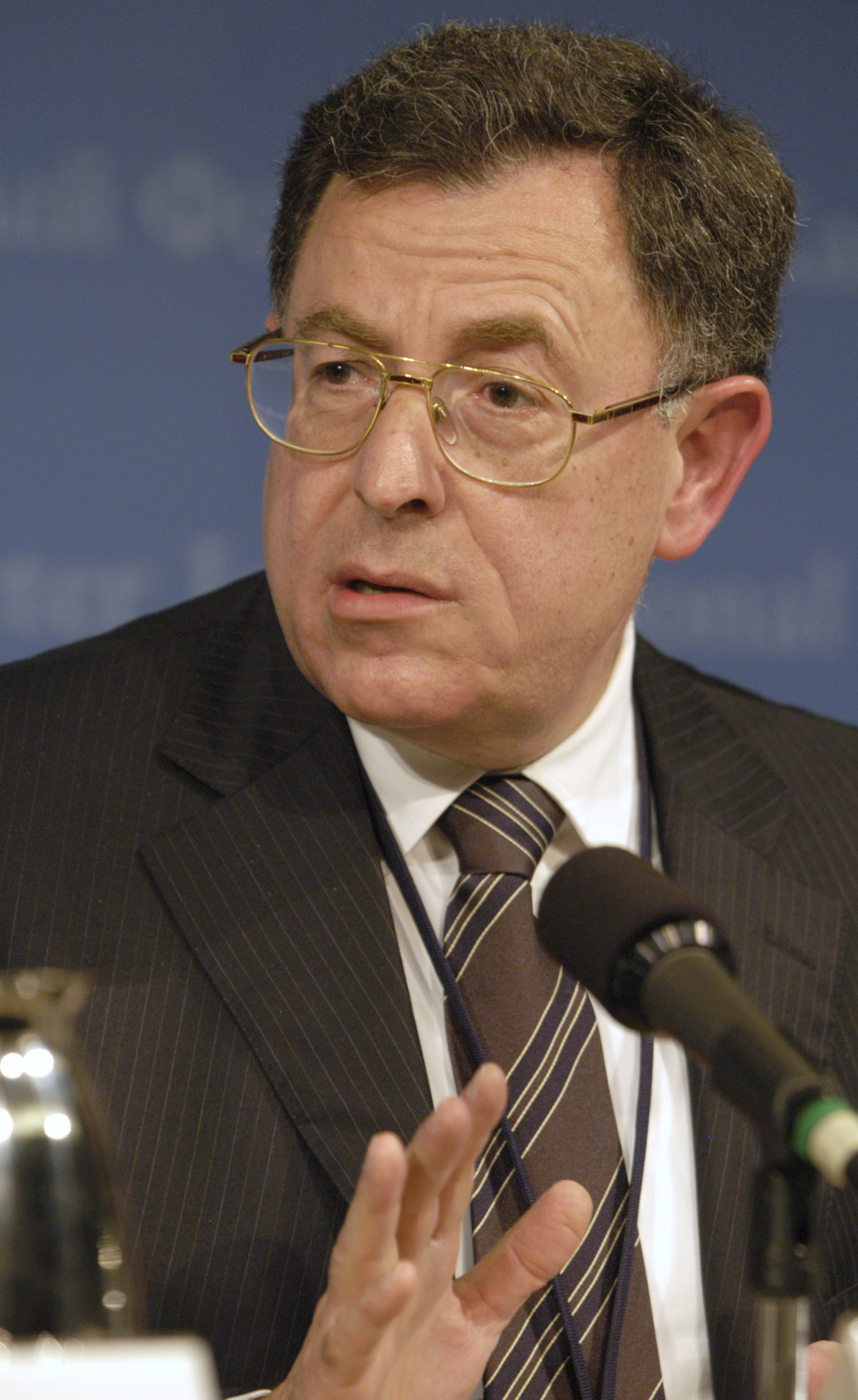
رئيس الوزراء اللبناني فؤاد السنيورة.

خطة السنيورة هو اسم غير رسمي لهدنة حرب تموز عام 2006 بين لبنان وإسرائيل التي اقترح بنودها رئيس الوزراء اللبناني آنذاك فؤاد السنيورة.

## البنود
نصت الهدنة على عده بنود منها:
- إطلاق سراح متبادل فوري للسجناء اللبنانيين و الإسرائيليين
- تراجع الجيش الإسرائيلي إلى ما وراء الخط الأزرق
- وضع مزارع شبعا تحت رقابة الأمم المتحدة إلى ان يتم حل مشكلتها
- تسليم إسرائيل خريطة الألغام الموجودة في الأراضي اللبنانية إلى لبنان.
- سيطرة الجيش اللبناني على لبنان الجنوبي تحت غطاء امني من الامم المتحدة.